# Osmary Hernández
Osmary Hernández es una periodista venezolana y corresponsal de CNN en Español.

## Carrera
Ha sido nominada al Documental a la Cobertura Excepcional de una Noticia de Última Hora en Español, y ha sido galardonada con el Premio Emmy de Noticia y el Documental al Mejor Noticiario o Magazín Informativo en Español. El 13 de enero de 2019, es detenida por el Servicio Bolivariano de Inteligencia Nacional (SEBIN) junto a la periodista de Caracol TV, Beatriz Adrián, mientras reportaba sobre la detención del presidente de la Asamblea Nacional de Venezuela, Juan Guaidó. Posteriormente fueron liberadas.